# 宇宙的轮回
《宇宙的轮回》（Cycles of Time: An Extraordinary New View of the Universe）是数学物理学家罗杰·彭罗斯的科学书籍，2010年由博德利·海德出版。该书概述了彭罗斯的共形循环宇宙学（CCC）模型，该模型是广义相对论的扩展，但与被广泛支持的多维弦理论和大爆炸后的宇宙暴胀理论是相悖的。湖南科学技术出版社出版了其简体中文版，并归入其《第一推动丛书》。

## 概要
彭罗斯研究了热力学第二定律的含义以及宇宙向最大熵状态的必然进程。彭罗斯根据信息状态相空间（每个自由度具有1个维度）来阐明熵。随着时间的推移，粒子由于随机运动，最终从较小的晶粒移动到该相空间越来越大的晶粒。他不同意史蒂芬·霍金关于物质进入黑洞时信息是否被破坏的回溯。当黑洞因霍金辐射而消亡时，这种信息损失将显著降低宇宙中的总熵，从而导致相空间自由度的损失。
彭罗斯进一步指出，在巨大的时间尺度（超过10100年）上，距离不再有意义，因为所有质量都分解为极度红移的光子能量，此时时间没有影响，宇宙继续膨胀而没有事件发生→∞。从大爆炸到无限膨胀的这段时间，彭罗斯将其定义为一个永世。前一个永世的平滑“无毛”无穷湮没，成为下一个永世周期的低熵大爆炸状态。共形几何保留了前一个永世的角度但不保留其距离，这使得新的永世宇宙在其相空间重新开始时的初始阶段显得非常小。
彭罗斯引用了WMAP在调查宇宙微波背景时发现的同心环，作为其模型的初步证据，因为他预测，上一个永世的黑洞碰撞，会因为引力波的涟漪而留下这样的结构。

## 评价
大多数业余评论家（非科学家）发现这本书很难完全理解；《柯克斯评论》和《苏格兰人报》的道格·约翰斯通（Doug Johnstone）等人很欣赏彭罗斯提出的反对晶粒创新的想法。曼吉特·库马尔在为《卫报》评论时，对CCC概念的俄罗斯套娃几何游戏表示赞赏，并认为M·C·埃舍尔“会赞同”该想法。《纽约图书杂志》（New York Journal of Books）的格雷厄姆·斯托斯（Graham Storrs）承认，该书并不适合不准备下功夫的外行人。美国小说作家安东尼·多尔在《波士顿环球报》写道：“彭罗斯从不回避在他的书中加入数学，并感谢他的出版商帮他实现了这一愿望。也就是说，《宇宙的轮回》在后半部分提供了一些高难度的雪道”；“如果你能原谅滑雪的比喻，《宇宙的轮回》是一本书的黑色菱形雪道。”